# Pohřebiště českých panovníků

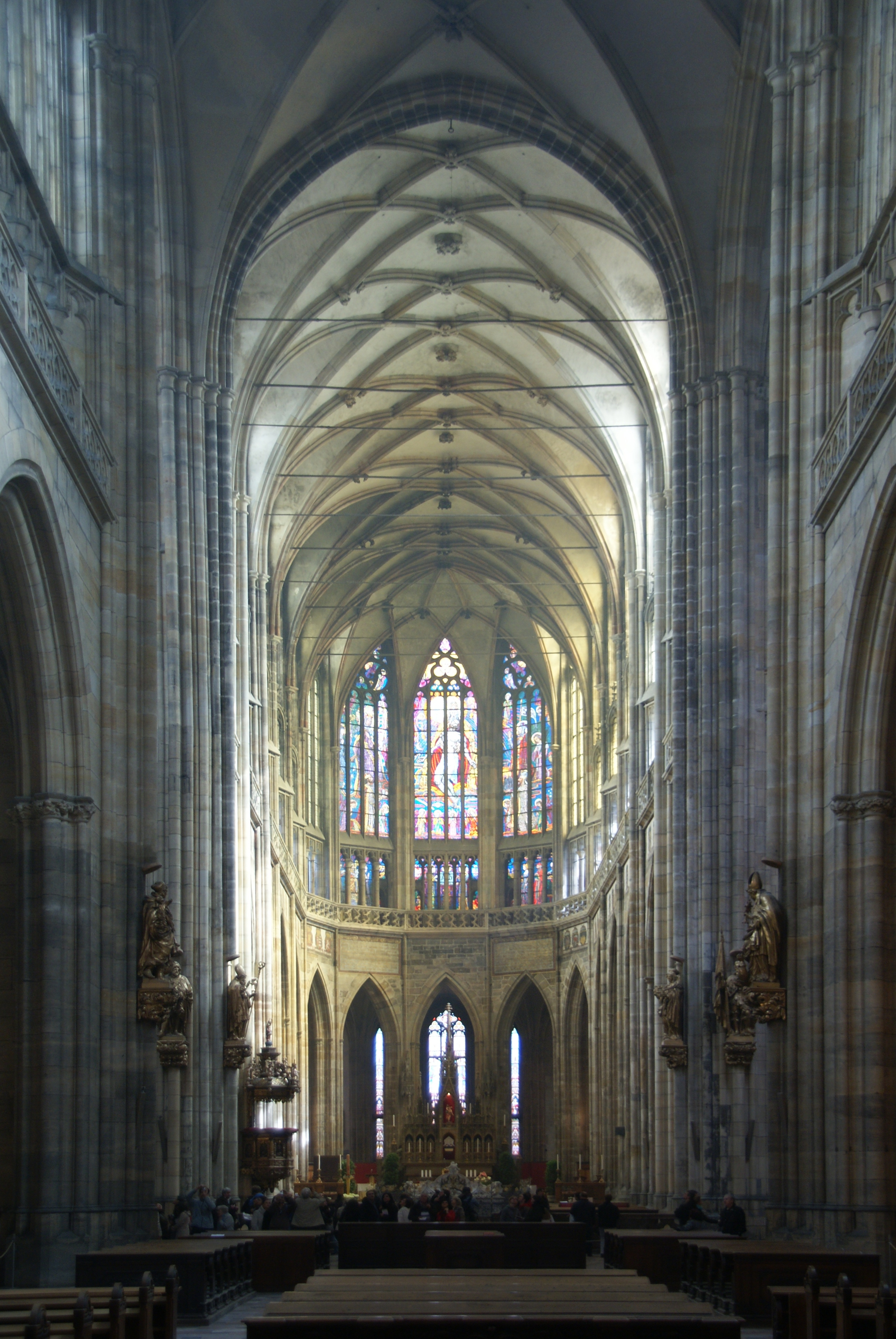
Interiér chrámu svatého Víta

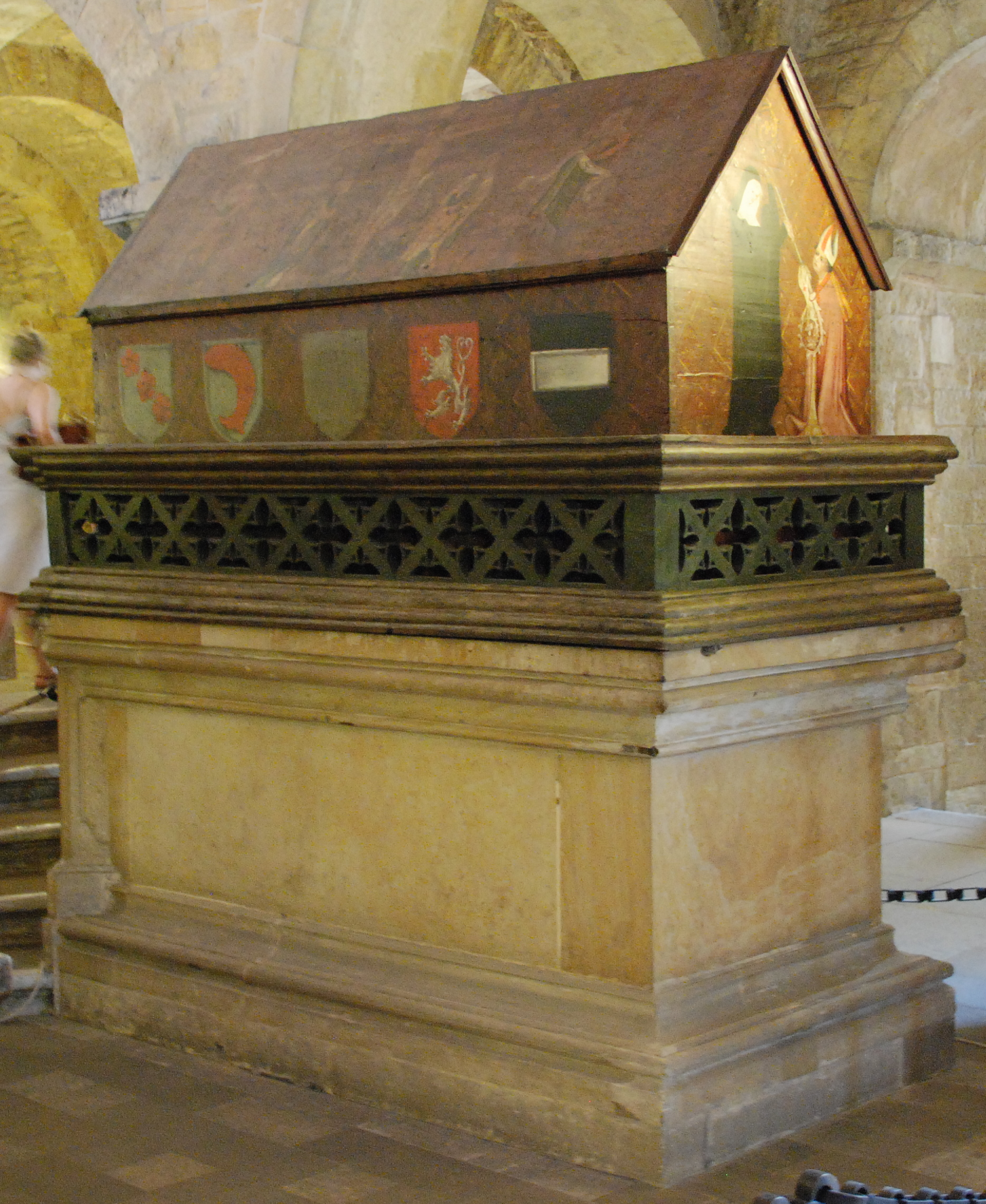
Hrobka českého knížete Vratislava I. (otce sv. Václava)

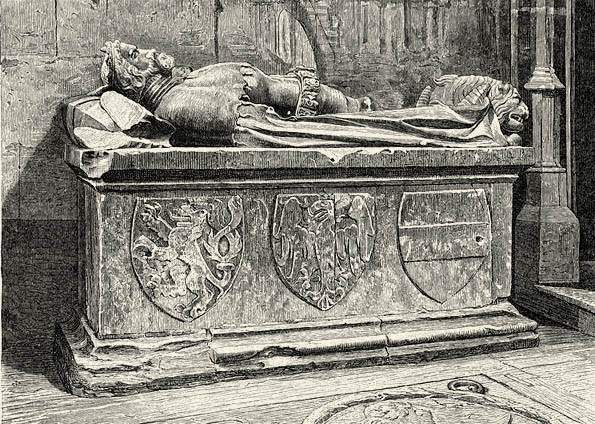
Hrobka krále Přemysla Otakara II. v chrámu svatého Víta

Tento seznam pohřebišť českých panovníků zahrnuje místa posledního odpočinku panovníků Českého knížectví a později království (české krále a královny). České země jsou královstvím (dědičný královský titul) od roku 1198, od roku 1526 pak královstvím pod habsburským žezlem, kdy čeští panovníci byli společní pro Svatou říši římskou a později pro Rakouské císařství a Rakousko-Uhersko)

## Seznam českých knížat a jejich pohřebišť
| Jméno                   | Doba života     | Místo pohřbení |
| ----------------------- | --------------- | --- |
| Bořivoj I.              | 852/855–888/890 | Neznámé |
| Svatopluk Velkomoravský | ?–894           | Neznámé, pravděpodobně v boční kapli chrámového komplexu v Sadech u Uherského Hradiště                                                                       |
| Spytihněv I.            | 875–915         | Pravděpodobně kostel Panny Marie na Pražském hradě |
| Vratislav I.            | 888–921         | Bazilika svatého Jiří na Pražském hradě |
| Svatý Václav            | asi 907–935     | Původně v kostele sv. Kosmy a Damiána ve Staré Boleslavi, poté v jižní apsidě rotundy sv. Víta v Praze (dnes kaple svatého Václava v katedrále svatého Víta) |
| Boleslav I.             | asi 915–973     | Neznámé |
| Boleslav II.            | 932–999         | Bazilika svatého Jiří na Pražském hradě |
| Boleslav III.           | okolo 965–1037  | Neznámé |
| Vladivoj                | ?–1003          | Neznámé |
| Boleslav Chrabrý        | 967–1025        | Katedrála sv. Petra a Pavla v Poznani |
| Jaromír                 | ?–1035          | Pravděpodobně Bazilika svatého Jiří na Pražském hradě |
| Oldřich                 | ?–1034          | Pravděpodobně Bazilika svatého Jiří na Pražském hradě |
| Břetislav I.            | 1002/1005–1055  | Rotunda svatého Víta v Praze, po přestavbě kaple Nejsvětější Trojice katedrály svatého Víta                                                                  |
| Spytihněv II.           | 1031–1061       | Bazilika svatého Víta v Praze, po přestavbě kaple Nejsvětější Trojice katedrály svatého Víta                                                                 |
| Vratislav II. (král)    | okolo 1033–1092 | Bazilika svatého Petra a Pavla na Vyšehradě |
| Konrád I. Brněnský      | asi 1035–1092   | Bazilika svatého Petra a Pavla na Vyšehradě |
| Břetislav II.           | ?–1100          | Bazilika svatého Víta v Praze, po přestavbě kaple sv. Jana Křtitele katedrály svatého Víta                                                                   |
| Bořivoj II.             | okolo 1064–1124 | Bazilika svatého Víta v Praze, po přestavbě kaple sv. Jana Křtitele katedrály svatého Víta                                                                   |
| Svatopluk Olomoucký     | ?–1109          | Kladrubský klášter |
| Vladislav I.            | ?–1125          | Kladrubský klášter |
| Soběslav I.             | 1090–1140       | Bazilika svatého Petra a Pavla na Vyšehradě |
| Vladislav II. (král)    | 1110–1174       | Původně v Míšni, poté ve Strahovském klášteře |
| Bedřich                 | 1141/1142–1189  | Bazilika svatého Víta v Praze, po přestavbě snad v královské kryptě katedrály svatého Víta                                                                   |
| Soběslav II.            | asi 1028–1180   | Bazilika svatého Petra a Pavla na Vyšehradě |
| Konrád II. Ota          | 1136/1141–1191  | Původně klášter Montecassino v Itálii, poté v bazilice svatého Víta v Praze, po přestavbě patrně v královské kryptě katedrály svatého Víta                   |
| Václav II. (kníže)      | 1137–1192       | Neznámé |
| Jindřich Břetislav      | ?–1197          | Klášter Doksany |
| Vladislav Jindřich      | 1160/1165–1222  | Klášter na Velehradě |

## Seznam českých králů, jejich manželek a jejich pohřebišť
| Jméno a doba vlády                                                     | Doba života | Místo pohřbení |
| ---------------------------------------------------------------------- | ----------- | --- |
| Přemysl Otakar I. 1198–1230, jako kníže už 1192–1193 a znovu 1197–1198 | 1155–1230   | Saská kaple (kaple sv. Ostatků) v katedrále svatého Víta v Praze |
| Adléta Míšeňská                                                        | 1160–1211   | Klášter Svatého kříže, Míšeň |
| Konstancie Uherská                                                     | 1181–1240   | Klášter Porta coeli v Předklášteří u Tišnova, Jižní Morava |
| Václav I. 1230–1253                                                    | 1205–1253   | Anežský klášter v Praze |
| Kunhuta Štaufská                                                       | 1200–1248   | Anežský klášter v Praze |
| Přemysl Otakar II. 1253–1278                                           | 1132–1278   | Původně minoritský klášter ve Znojmě, poté v Saské kapli (kapli sv. Ostatků) v katedrále svatého Víta v Praze                                                                                           |
| Markéta Babenberská                                                    | 1204–1266   | Klášter Lilienfeld, Dolní Rakousy |
| Kunhuta Uherská                                                        | 1246–1285   | Anežský klášter v Praze |
| Václav II. 1278–1305                                                   | 1271–1305   | Zbraslavský klášter v Praze |
| Guta Habsburská                                                        | 1271–1297   | Katedrála svatého Víta, Václava a Vojtěcha v Praze |
| Eliška Rejčka                                                          | 1288–1335   | Starobrněnský klášter v Brně |
| Václav III. 1305–1306                                                  | 1289–1306   | Původně v olomoucké katedrále svatého Václava, poté ve Zbraslavském klášteře v Praze |
| Viola Těšínská                                                         | 1290–1317   | Vyšebrodský klášter |
| Rudolf I. 1306–1307                                                    | 1282–1307   | Královská hrobka v katedrále svatého Víta v Praze |
| Jindřich Korutanský 1306, 1307–1310                                    | 1265–1335   | Klášterní kostel kláštera Stams v Tyrolsku |
| Anna Česká                                                             | 1290–1313   | Dominikánský kostel v Bolzanu, Itálie |
| Adléta Brunšvická                                                      | 1300–1320   | Klášterní kostel kláštera Stams v Tyrolsku |
| Beatrix Savojská                                                       | 1310–1331   | Klášterní kostel kláštera Stams v Tyrolsku [zdroj?] |
| Jan Lucemburský 1310–1346                                              | 1296–1346   | Původně pohřben v klášteře Altmünster v Lucembursku. V letech 1838 až 1946 byly Janovy ostatky uloženy v sarkofágu v Kastelské ermitáži. Roku 1946 byly přemístěny do katedrály Notre-Dame v Lucemburku |
| Eliška Přemyslovna                                                     | 1292–1330   | Zbraslavský klášter v Praze |
| Beatrix Bourbonská                                                     | 1320–1383   | Původně v bazilice St-Denis u Paříže; poté v katedrále Notre-Dame v Lucembursku[zdroj?] |
| Karel I. (IV.) 1346–1378 (také císař římský)                           | 1316–1378   | Královská hrobka v katedrále svatého Víta v Praze |
| Blanka z Valois                                                        | 1317–1348   | Královská hrobka v katedrále svatého Víta v Praze |
| Anna Falcká                                                            | 1329–1353   | Královská hrobka v katedrále svatého Víta v Praze |
| Anna Svídnická                                                         | 1339–1362   | Královská hrobka v katedrále svatého Víta v Praze |
| Alžběta Pomořanská                                                     | 1347–1393   | Královská hrobka v katedrále svatého Víta v Praze |
| Václav IV. 1378–1419 (také římský král)                                | 1361–1419   | Původně ve Zbraslavském klášteře, poté v Královské hrobce v katedrále svatého Víta v Praze |
| Jana Bavorská                                                          | 1356–1386   | Královská hrobka v katedrále svatého Víta v Praze |
| Žofie Bavorská                                                         | 1376–1425   | Katedrála svatého Martina v Bratislavě |
| Zikmund Lucemburský 1419–(1436)–1437 (také císař římský)               | 1368–1437   | Katedrála ve Velkém Varadíně (Oradea), Rumunsko |
| Marie Uherská                                                          | 1370–1395   | Katedrála ve Velkém Varadíně (Oradea), Rumunsko |
| Barbora Celjská                                                        | 1391–1451   | Martinická kaple v katedrále svatého Víta v Praze, hrob se nedochoval. |
| Albrecht I. 1437–1439 (také římský král)                               | 1307–1439   | Katedrála ve Stoličném Bělehradě, Uhry |
| Alžběta Lucemburská                                                    | 1409–1442   | Katedrála ve Stoličném Bělehradě, Uhry |
| Ladislav I. Pohrobek 1453–1457                                         | 1440–1457   | Královská hrobka v katedrále svatého Víta v Praze |
| Jiří z Poděbrad 1458–1471                                              | 1420–1471   | Královská hrobka v katedrále svatého Víta v Praze |
| Kunhuta ze Šternberka                                                  | 1425–1449   | Farní kostel Povýšení svatého Kříže v Poděbradech, Střední Čechy |
| Johana z Rožmitálu                                                     | ?–1475      | Katedrála svatého Víta, Václava a Vojtěcha v Praze |
| Vladislav II. 1471–1516                                                | 1456–1516   | Katedrála ve Stoličném Bělehradě, Uhry |
| Barbora Braniborská                                                    | 1464–1515   | Klášter Heilsbronn, Německo |
| Beatrix Neapolská                                                      | 1457–1508   | Klášter S. Pietro v Neapoli[zdroj?] |
| Anna z Foix a Candale                                                  | 1469–1506   | Katedrála ve Stoličném Bělehradě, Uhry |
| Matyáš Korvín Český vzdorokrál 1469–1490                               | 1443–1490   | Katedrála ve Stoličném Bělehradě, Uhry |
| Beatrix Neapolská                                                      | 1457–1508   | Klášter S. Pietro v Neapoli |
| Ludvík II. 1516–1526                                                   | 1506–1526   | Bazilika ve Stoličném Bělehradě, Uhry |
| Marie Habsburská                                                       | 1505–1558   | 9. kaple Panteonu infantů v klášteře svatého Vavřince v Escorialu |
| Fridrich Falcký Český vzdorokrál 1619–1620                             | 1596–1632   | neznámé |
| Alžběta Stuartovna                                                     | 1596–1662   | Westminsterské opatství |

## Seznam českých králů, kteří byli zároveň králové a císaři Svaté říše římské, a jejich manželek

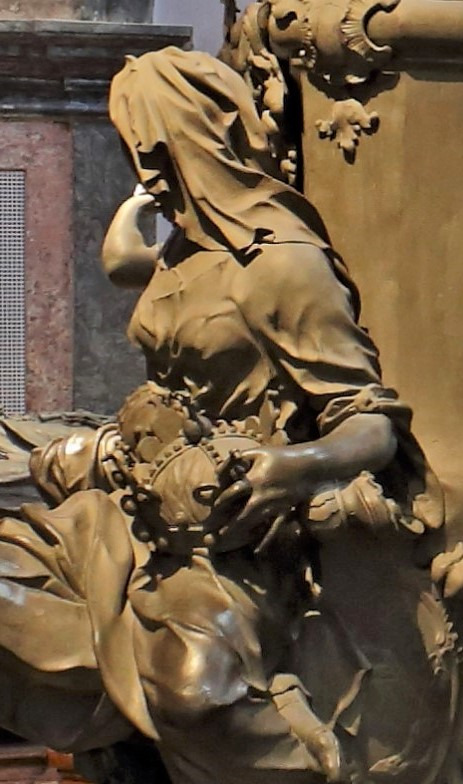
Truchlící Čechie držící svatováclavskou korunu na rakvi Marie Terezie v kapucínské kryptě ve Vídni

| Jméno a doba vlády                                  | Doba života | Místo pohřbení |
| --------------------------------------------------- | ----------- | --- |
| Ferdinand I. Habsburský 1526–1564                   | 1503–1564   | Colinovo Královské mauzoleum v katedrále svatého Víta v Praze |
| Anna Jagellonská                                    | 1503–1547   | Colinovo Královské mauzoleum v katedrále svatého Víta v Praze |
| Maxmilián II. Habsburský 1564–1576                  | 1527–1576   | Colinovo Královské mauzoleum v katedrále svatého Víta v Praze |
| Marie Španělská                                     | 1528–1603   | Chór kláštera Santa Clara de las Descalzas Reales v Madridu |
| Rudolf II. 1576–1611                                | 1552–1612   | Královská hrobka v katedrále svatého Víta v Praze |
| Matyáš Habsburský 1611–1619                         | 1557–1619   | Zakladatelská hrobka v Císařské hrobce ve Vídni; srdce v Hrobce srdcí (Herzgruft) v augustiniánském kostele ve Vídni                                             |
| Anna Tyrolská                                       | 1585–1618   | Zakladatelská hrobka v Císařské hrobce ve Vídni; srdce v Hrobce srdcí (Herzgruft) v augustiniánském kostele ve Vídni                                             |
| Ferdinand II. Štýrský 1619, 1620–1637               | 1578–1637   | Císařské mauzoleum poblíž katedrály ve Štýrském Hradci; srdce v Hrobce srdcí (Herzgruft) v augustiniánském kostele ve Vídni                                      |
| Marie Anna Bavorská                                 | 1574–1616   | Císařské mauzoleum poblíž katedrály ve Štýrském Hradci; srdce v Hrobce srdcí (Herzgruft) v augustiniánském kostele ve Vídni                                      |
| Eleonora Gonzaga                                    | 1598–1655   | Původně v klášteře karmelitek, od roku 1782 ve Vévodské hrobce katedrály svatého Štěpána ve Vídni                                                                |
| Ferdinand III. Habsburský 1637–1657                 | 1608–1657   | Původně v katedrále ve Štýrském Hradci, poté v Leopoldově hrobce v Císařské hrobce ve Vídni; srdce v Hrobce srdcí (Herzgruft) v augustiniánském kostele ve Vídni |
| Marie Anna Španělská                                | 1606–1646   | Leopoldova hrobka v Císařské hrobce ve Vídni |
| Marie Leopoldina Tyrolská                           | 1632–1649   | Původně v katedrále ve Štýrském Hradci, poté v Leopoldově hrobce v Císařské hrobce ve Vídni                                                                      |
| Eleonora Magdalena Gonzagová                        | 1630–1686   | Leopoldova hrobka v Císařské hrobce ve Vídni; srdce v Hrobce srdcí (Herzgruft) v augustiniánském kostele ve Vídni                                                |
| Leopold I. 1657–1705                                | 1640–1705   | Karlova hrobka v Císařské hrobce ve Vídni; srdce v Hrobce srdcí (Herzgruft) v augustiniánském kostele ve Vídni                                                   |
| Markéta Tereza Španělská                            | 1651–1673   | Leopoldova hrobka v Císařské hrobce ve Vídni; srdce v Hrobce srdcí (Herzgruft) v augustiniánském kostele ve Vídni                                                |
| Klaudie Felicitas Tyrolská                          | 1653–1676   | Dominikánský kostel ve Vídni; srdce: Císařská hrobka ve Vídni |
| Eleonora Magdalena Falcko-Neuburská                 | 1655–1720   | Leopoldova hrobka v Císařské hrobce ve Vídni |
| Josef I. Habsburský 1705–1711                       | 1678–1711   | Karlova hrobka v Císařské hrobce ve Vídni; srdce v Hrobce srdcí (Herzgruft) v augustiniánském kostele ve Vídni                                                   |
| Amálie Vilemína Brunšvicko-Lüneburská               | 1673–1742   | Klášter salesiánek ve Vídni; srdce: Karlova hrobka v Císařské hrobce ve Vídni                                                                                    |
| Karel VI. 1711–1740                                 | 1685–1740   | Karlova hrobka v Císařské hrobce ve Vídni; srdce v Hrobce srdcí (Herzgruft) v augustiniánském kostele ve Vídni                                                   |
| Alžběta Kristýna Brunšvicko-Wolfenbüttelská         | 1691–1750   | Karlova hrobka v Císařské hrobce ve Vídni; srdce v Hrobce srdcí (Herzgruft) v augustiniánském kostele ve Vídni                                                   |
| František I. Štěpán Lotrinský                       | 1708–1765   | Hrobka Marie Terezie v Císařské hrobce ve Vídni; srdce v Hrobce srdcí (Herzgruft) v augustiniánském kostele ve Vídni                                             |
| Marie Terezie 1740–1780                             | 1717–1780   | Hrobka Marie Terezie v Císařské hrobce ve Vídni; srdce v Hrobce srdcí (Herzgruft) v augustiniánském kostele ve Vídni                                             |
| Karel VII. Bavorský český vzdorokrál 1741–1743      | 1697–1745   | Knížecí hrobka v kostele sv. Kajetána v Mnichově, srdce v kapli Panny Marie v Altöttingu                                                                         |
| Marie Amálie Rakouská                               | 1701–1756   | Knížecí hrobka v kostele sv. Kajetána v Mnichově, srdce v altöttinské kapli Panny Marie                                                                          |
| Josef II. 1780–1790                                 | 1741–1790   | Hrobka Marie Terezie v Císařské hrobce ve Vídni |
| Isabela Bourbonsko-Parmská                          | 1741–1763   | Hrobka Marie Terezie v Císařské hrobce ve Vídni |
| Marie Josefa Bavorská                               | 1739–1767   | Hrobka Marie Terezie v Císařské hrobce ve Vídni |
| Leopold II. 1790-1792                               | 1747–1792   | Toskánská hrobka v Císařské hrobce ve Vídni; srdce v Hrobce srdcí (Herzgruft) v augustiniánském kostele ve Vídni                                                 |
| Marie Ludovika Španělská                            | 1745–1792   | Toskánská hrobka v Císařské hrobce ve Vídni; |
| František I. 1792–1835, od roku 1804 císař rakouský | 1768–1835   | Františkova hrobka v Císařské hrobce ve Vídni; srdce v Hrobce srdcí (Herzgruft) v augustiniánském kostele ve Vídni                                               |
| Alžběta Vilemína Württemberská                      | 1767–1790   | Františkova hrobka v Císařské hrobce ve Vídni; srdce v Hrobce srdcí (Herzgruft) v augustiniánském kostele ve Vídni                                               |
| Marie Tereza Neapolsko-Sicilská                     | 1772–1807   | Františkova hrobka v Císařské hrobce ve Vídni |
| Marie Ludovika Rakouská-Este                        | 1787–1816   | Františkova hrobka v Císařské hrobce ve Vídni; srdce v Hrobce srdcí (Herzgruft) v augustiniánském kostele ve Vídni                                               |
| Karolína Augusta Bavorská                           | 1792–1873   | Františkova hrobka v Císařské hrobce ve Vídni |

## Seznam českých králů, kteří byli zároveň rakouskými císaři, a jejich manželek

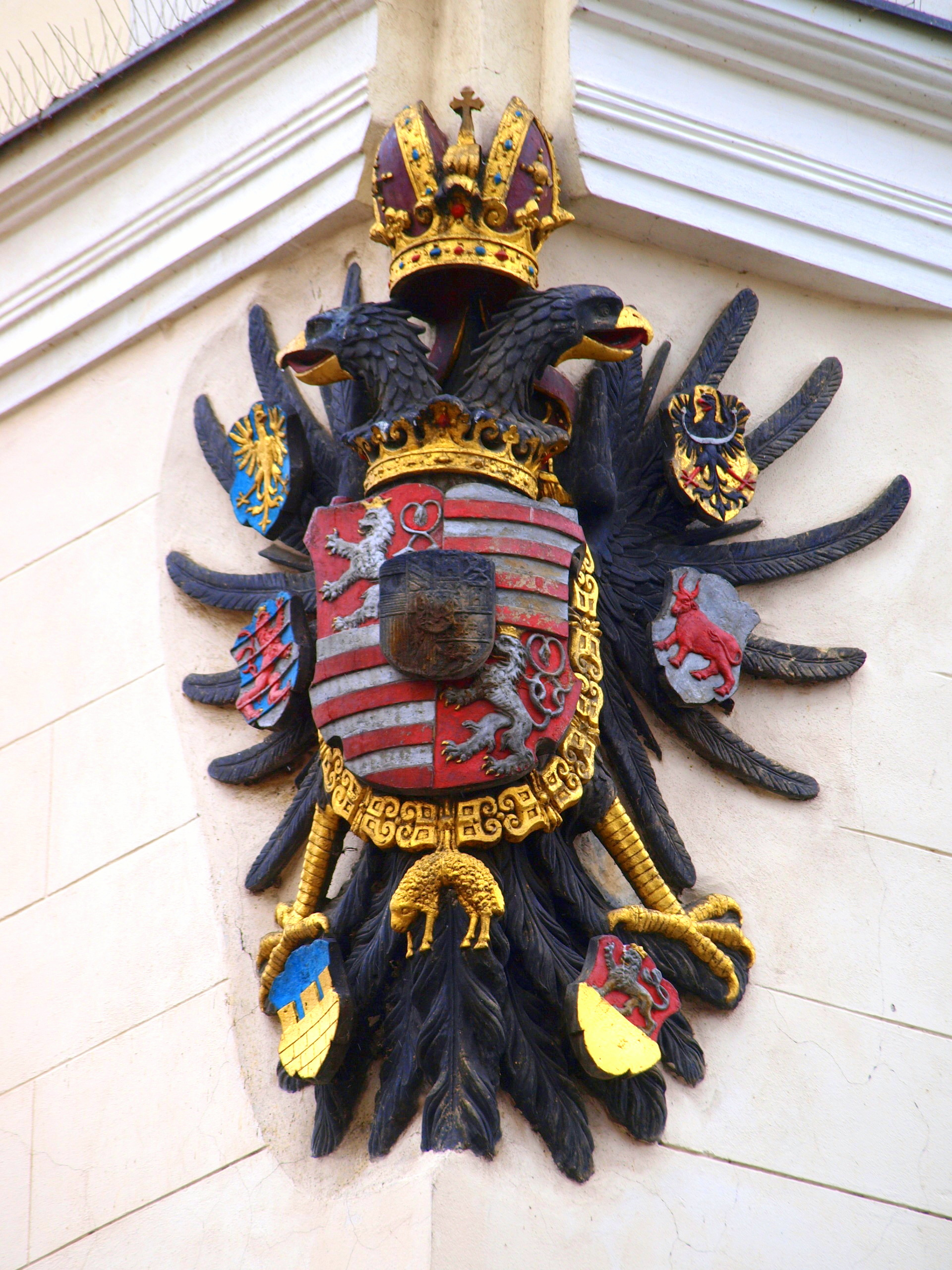
Rakouská císařská orlice s českým znakem na domě v Praze 1-Starém Městě

Od roku 1804 bylo České království součástí Rakouského, a od roku 1867 rakousko-uherského císařství v personální unii až do roku 1918. Všichni čeští králové (a rakouští císaři), s výjimkou Karla I., byli pochováni v Císařské hrobce ve Vídni. Srdce pohřbených panovníků byla až do poloviny 19. století pohřbena odděleně a nacházejí se v postranní kapli Augustiniánského kostela ve Vídni.
| Jméno a doba vlády                                  | Doba života | Místo pohřbení |
| --------------------------------------------------- | ----------- | --- |
| František I. 1792–1835, rakouský císař od roku 1804 | 1768–1835   | Františkova hrobka v Císařské hrobce ve Vídni; srdce v Hrobce srdcí (Herzgruft) v augustiniánském kostele ve Vídni                                                                   |
| Alžběta Vilemína Württemberská                      | 1767–1790   | Františkova hrobka v Císařské hrobce ve Vídni |
| Marie Tereza Neapolsko-Sicilská                     | 1772–1807   | Františkova hrobka v Císařské hrobce ve Vídni; srdce v Hrobce srdcí (Herzgruft) v augustiniánském kostele ve Vídni; vnitřnosti ve Vévodské hrobce svatoštěpánské katedrály ve Vídni  |
| Marie Ludovika Rakouská-Este                        | 1787–1816   | Františkova hrobka v Císařské hrobce ve Vídni; srdce v Hrobce srdcí (Herzgruft) v augustiniánském kostele ve Vídni; vnitřnosti ve Vévodské hrobce svatoštěpánské katedrály ve Vídni  |
| Karolína Augusta Bavorská                           | 1792–1873   | Františkova hrobka v Císařské hrobce ve Vídni |
| Ferdinand I. 1835–1848                              | 1793–1875   | Ferdinandova hrobka v Císařské hrobce ve Vídni; srdce v Hrobce srdcí (Herzgruft) v augustiniánském kostele ve Vídni; vnitřnosti ve Vévodské hrobce svatoštěpánské katedrály ve Vídni |
| Marie Anna Savojská                                 | 1803–1884   | Ferdinandova hrobka v Císařské hrobce ve Vídni |
| František Josef I. 1848–1916                        | 1830–1916   | Hrobka císaře Františka Josefa v Císařské hrobce ve Vídni |
| Alžběta Bavorská                                    | 1837–1898   | Hrobka císaře Františka Josefa v Císařské hrobce ve Vídni |
| Korunní princ Rudolf (následník trůnu)              | 1858–1889   | Hrobka císaře Františka Josefa v Císařské hrobce ve Vídni |
| Štěpánka Belgická                                   | 1864–1945   | Benediktinské arciopatství Pannonhalma, Maďarsko |
| František Ferdinand d'Este (následník trůnu)        | 1863–1914   | Rodinná hrobka na zámku Artstetten |
| Vévodkyně Žofie Chotková                            | 1868–1914   | Rodinná hrobka na zámku Artstetten |
| Karel I. 1916–1918                                  | 1887–1922   | Kostel Nossa Senhora v Monte u Funchalu na Madeiře, srdce v Loretánské kapli v klášteře Muri, Aargau, Švýcarsko                                                                      |
| Zita Bourbonsko-Parmská                             | 1892–1989   | Pohřební kaple v Císařské hrobce ve Vídni, srdce v Loretánské kapli v klášteře Muri, Aargau, Švýcarsko                                                                               |